# الحزب الشيوعي في بريطانيا العظمى
الجزب الشيوعي في بريطانيا العظمى (CPGB) (بالإنجليزية: The Communist Party of Great Britain (CPGB))‏ هو أكبر حزب شيوعي في بريطانيا العظمى بين الأعوام 1920 و 1991. تأسس في العام 1920 بعد اندماج العديد من الأحزاب الماركسية والمنظمات الاشتراكية والنقابات العمالية في أعقاب نهاية الحرب العالمية الأولى وتداعيات الثورة البلشفية الروسية. أيديولوجياً كان الحزب اشتراكياً منظماً على المنهج الماركسي اللينيني ويعارض بشدة الاستعمار البريطاني والتمييز الجنسي والفصل العنصري. قادت هذه المعتقدات العديد من الثوار المناهضين للاستعمار والفاشية والمؤيدين للحركات النسوية، إلى الارتباط الوثيق بالحزب. أصبح العديد من أعضاء الحزب البارزين قادة للحركات النقابية البريطانية  بما في ذلك جيسي إيدن [الإنجليزية] وأبراهام لازاروس [الإنجليزية] وقالب:زإو وكليم بيكيت [الإنجليزية] وجي سي تي جايلز [الإنجليزية] ومايك هيكس وتورا سيلفرثورن [الإنجليزية].
انضم العديد من عمال المناجم للحزب بسبب مشاركة الحزب في الإضراب العام لعام 1926 [الإنجليزية]. في عام 1930  أسسّ الحزب صحيفة عامل يومي (بالإنجليزية: Daily Worker)‏ (التي أعيدت تسميتها إلى نجمة الصباح في عام 1966) والتي استمرت لفترة أطول من الحزب وهي حالياً أكبر وأطول صحيفة اشتراكية في التاريخ البريطاني. في عام 1936 كان العديد من أعضاء الحزب حاضرين في معركة شارع كابل [الإنجليزية] مما ساعد في تنظيم المقاومة ضد الاتحاد البريطاني للفاشيين. خلال الحرب الأهلية الإسبانية ، عمل الحزب مع الاتحاد السوفيتي لإنشاء الألوية الدولية حيث جند أكثر من نصف أعضاء الكتيبة البريطانية البالغ عددهم 2500، والتي قادها الناشط الحزبي بيل ألكسندر فيما بعد.
خلال الحرب العالمية الثانية عكس الحزب الموقف السوفياتي في معارضة أو دعم الحرب بما يتماشى مع مشاركة الاتحاد السوفياتي. رغم ذلك فقد ساهم العديد من النشطاء داخله بقيادة نورمان لو بروك [الإنجليزية] في المقاومة ضد الاحتلال الألماني لجزيرة جيرسي وإنشاء حزب جيرسي الشيوعي والمشاركة في تأسيس حركة جيرسي الديمقراطية وهي مجموعة مظلة لخلايا المقاومة المختلفة. شارك النشطاء البارزون في الاحتجاجات من أجل وصول الناس إلى الملاجئ  ونظموا إجلاء 3 ملايين طفل إلى الريف وشاركوا بشكل كبير في مفاوضات ما بعد الحرب بشأن الإصلاح التعليمي وإنشاء الخدمة الصحية الوطنية البريطانية (NHS). بعد نهاية الحرب العالمية الثانية تضاعفت عضوية الحزب ثلاث مرات تقريبًا ووصل إلى ذروة شعبيته.
بعد تفكك الاتحاد السوفيتي في عام 1991 قررت قيادة الحزب الشيوعي حل الحزب وإنشاء مركز أبحاث يساري ديمقراطي [الإنجليزية]. وتحوّل الأعضاء الباقون لتنظيم الحزب الشيوعي البريطاني.